# Mordacia
Mordacia ist eine Gattung der Neunaugen (Petromyzontiformes), die mit drei Arten auf der südlichen Erdhalbkugel vorkommt. Zwei Arten leben im Südosten Australiens, eine im südlichen Chile.

## Merkmale
Ausgewachsene Tiere erreichen eine Maximallänge von 54 bis 60 cm, während ihre Ammocoetes-Larven maximal 16 cm lang werden. Wie alle Neunaugen sind die Mordacia-Arten aalartig langgestreckt, besitzen ein kieferloses Rundmaul, ein Knorpelskelett und eine Chorda dorsalis. Sie haben zwei Rückenflossen, von denen die zweite während des Ammocoetes-Stadiums und bei vereinzelten Individuen von M. mordax mit der Schwanzflosse zusammengewachsen ist. Die Kloake befindet sich unter der hinteren Hälfte der zweiten Rückenflosse. Schuppen und paarige Flossen fehlen. Ausgewachsene Tiere haben gut entwickelte Augen. Sie liegen bei fast ausgewachsenen, noch nicht geschlechtsreifen Tieren eher zur Seite hin gelegen, bei geschlechtsreifen Tieren eher auf der Kopfoberseite. Die taschenartigen Kiemen werden nicht durch Kiemenbögen gestützt. Das Rundmaul und die Zunge sind mit konischen Zähnen besetzt. Gleichförmige Oralpapillen sind an den seitlichen Rundmaulrändern vorhanden, fehlen aber vorne und hinten. Der Verdauungstrakt ist mit Zilien und Spiralfalten ausgestattet.

## Lebensweise
Die Ammocoetes-Larven der Mordacia-Arten leben jahrelang als Filtrierer im Süßwasser, wo auch die nichtparasitische australische Art Mordacia praecox als adultes Tier verbleibt und unmittelbar nach der Metamorphose ablaicht, während die beiden anderen Arten als anadrome Wanderfische leben, nach der Metamorphose ins Meer wandern und mit ihrem Saugmaul andere Fische attackieren und sich aus der Wunde ernähren. Zur Fortpflanzung wandern die parasitischen Mordacia-Arten ins Süßwasser. Ihre zahlreichen, kleinen und dotterlosen Eier werden über Hartböden abgegeben. Die Tiere sterben nach dem Ablaichen.

## Arten
- Mordacia lapicida (Gray, 1851)
- Mordacia mordax (Richardson, 1846)
- Mordacia praecox Potter, 1968

Die beiden australischen Arten M. mordax und M. praecox bilden ein Artenpaar aus einer parasitischen und einer nichtparasitischen Art.

## Systematik
Die Gattung Mordacia wurde ursprünglich als einzige Gattung der Unterfamilie Mordaciinae den Petromyzontidae zugeordnet. Heute sind sie die einzige Gattung der Familie Mordaciidae.